# 도마 안중근
"도마 안중근"은 2004년 9월 10일에 개봉된 대한민국의 영화이다. 대한제국의 안중근을 다룬 서세원의 감독 영화였다. 1986년 《납자루떼》이후 두 번째로 메가폰을 잡았으나, 시나리오, 홍보 마케팅, 제작비 등에서 어려움을 겪으며 흥행에 실패했다.
한편, 개봉 당시  8.15 광복 59주년 - 천주교정의구현전국사제단 창립 30주년 기념 영화란 이름으로 홍보했으나 허술한 연출-장면들로 관객들한테 외면당했다.
특히, 안중근을 《영웅본색》의 주윤발 또는 서부영화에 나올 총잡이처럼 묘사한 역사왜곡물이란 지적이 있었고 자문 역의 천주교정의구현전국사제단 신부들이 더욱 종용해 혹독한 평가를 받았으며 이 과정에서 2004년 최악의 한국영화라는 불명예를 안아야 했다.

## 등장인물

### 주인공
- 유오성 : 안중근 역

### 주요 인물
- 윤주상 : 이토 히로부미 역
- 정성모 : 미조부치 검찰관 역
- 김효섭 : 안문생(안중근의 아들) 역
- 심은경 : 안현생(안중근의 딸) 역
- 강현중 : 우덕순 역
- 박정환 : 조도선 역
- 전헌태 : 이석산 역
- 조라용 : 유동하 역
- 강민선 : 유남식 역
- 문성일 : 이명제 역

### 그 외 인물
- 미상 : 코코흐체프 역
- 미상 : 러시아 헌병 대장 역
- 정주환 : 젊은 이토 히로부미 역
- 최우혁 : 한말 군인 아들 역
- 안성균 : 교도소장 역
- 허선행 : 고종 역
- 성형진 : 이완용 역
- 이정용 : 송병준 역
- 천홍 : 김아려(안중근 아내) 역
- 조형래 : 안정근(안중근의 첫째 동생) 역
- 홍산표 : 안공근(안중근의 둘째 동생) 역
- 진교만 : 내시 역
- 권관오 : K 장군 역
- 이대관 : M 장군 역
- 이복희 : 유량민 대표 역
- 원주한 : 일본 천황 역
- 서광석 : 김성백 역
- 조유진 : 김성백 딸 역
- 치엔이 : 진씨 역
- 서임철 : 유동하 부친 역
- 화동 : 유동하 모친 역
- 알렉스 : 홍 신부 역
- 이용주 : 철이 역
- 서하영 : 달님 역
- 유재영 : 일본 형사 1 역
- 띵청쥔 : 일본 형사 2 역
- 박소연 : 마사꼬 역
- 정민성 : 한말 군인 역
- 노은영 : 한말 군인 아내 역
- 이명근 : 유생 역
- 쑨쉬에엔 : 이토 비서관 역
- 김병진 : 중간 간부 역
- 샤오화꿩 : 장인환 역
- 펀쥔 : 전명훈 역
- 왕해성 : 여관 주인 역
- 홍상진 : 학생 1 역
- 윤준성 : 학생 2 역
- 한명숙 : 술집 여자 1 역
- 리차이잉 : 술집 여자 2 역
- 박상영 : 이강철 역
- 정혜선 : 한말군인 딸 역

### 특별출연
- 고두심 : 조마리아(안중근의 모친) 역

## 제작진
- 감독 : 서세원
- 연출부 : 서광석, 조유진, 엄청란
- 각본 : 김길남
- 각색 : 서세원
- 촬영 : 안창복, 안성균
- 촬영부 : 조동헌, 최영선, 이수훈, 오도자, 엄남규
- 조명 : 강인철
- 조명부 : 정태환, 손기철, 김종진, 김종진, 박성원, 국종규, 박희상
- 프로듀서 : 유재영, 강민선
- 제작 : 서세원
- 제작부 : 장지환, 윤원일, 서충원, 이준현, 원주한
- 제작실장 : 이용석
- 제작회계 : 고나미
- 동시녹음 : 김범수
- 음향 : 박덕수
- 음악 : 석정원
- 미술 : 진병식, 조유진
- 소품 : 김선하, 김호제
- 특수효과 : 장용준, 김태용
- 특수효과팀 : 도광섭, 이민우, 이주환, 이영걸, 서대근
- 시각효과 : 김량진
- 분장 : 박소연
- 분장팀 : 지예니
- 의상 : 최차남
- 의상팀 : 한명숙, 김지애
- 편집 : 김세정
- 무술감독 : 원진
- 현상 : 세방현상소
- 텔레시네 : 와이드비젼
- 색보정 : 서광렬
- 미술감독 : 진병식 (MBC 미술센터)
- 미술팀 : 조유민 (소스원 프로덕션)
- 미술진행 : 김대규
- 아트디렉터 : 홍호철
- 비주얼 수퍼비전 : 김량진
- 3D 팀장 : 전석제
- 3D 아티스트 : 송석민
- 네가편집 : 최현숙, 이송이, 이승재
- 녹음엔지니어 : 윤소정
- 동시녹음팀 : 장현철, 이재민, 김영태
- 믹싱엔지니어 : 김현용, 석정원
- 자문 : 함세웅, 하용조
- 집행감독 : 김풍기
- 한국현장진행 : 윤원일, 서충원
- 중국현장진행 : 이준현, 원주한
- 필름 : 신성사

## 사운드 트랙
| #   | 제목                                | 가수   | 재생 시간 |
| --- | ----------------------------------- | ------ | --------- |
| 1.  | 〈Intro〉                           |        |           |
| 2.  | 〈도마 안중근 (주제가 1)〉          | 김동규 |           |
| 3.  | 〈도마 안중근 (주제가 2)〉          |        |           |
| 4.  | 〈도마 안중근 (Violin)〉            |        |           |
| 5.  | 〈도마 안중근 (Cello)〉             |        |           |
| 6.  | 〈도마 안중근 (Oboe)〉              |        |           |
| 7.  | 〈도마 안중근 (Piano Solo 1)〉      |        |           |
| 8.  | 〈도마 안중근 (Piano Solo 2)〉      |        |           |
| 9.  | 〈도마 안중근 (Piano, Cello Duet)〉 |        |           |
| 10. | 〈도마 안중근 (Violin Solo)〉       |        |           |
| 11. | 〈Ins〉                             |        |           |
| 12. | 〈내 영혼의 깊은데서〉              | 강인원 | 3:50      |
| 13. | 〈내 영혼의 깊은데서 (Violin)〉     |        |           |
| 14. | 〈내 영혼의 깊은데서 (Oboe)〉       |        |           |
| 15. | 〈Cello〉                           |        |           |
| 16. | 〈Ins〉                             |        |           |
| 17. | 〈습격〉                            |        |           |
| 18. | 〈용기〉                            |        |           |
| 19. | 〈비애〉                            |        |           |
| 20. | 〈복수〉                            |        |           |
| 21. | 〈단지동맹〉                        |        |           |
| 22. | 〈Outro〉                           |        |           |